# Sun Valley
Sun Valley és una concentració de població designada pel cens dels Estats Units a l'estat de Nevada. Segons el cens del 2000 tenia 19.461 habitants.

## Demografia
Segons el cens del 2000, Sun Valley tenia 19.461 habitants, 6.380 habitatges, i 4.817 famílies La densitat de població era de 500,85 habitants per km².
Dels 6.380 habitatges en un 40,7% hi vivien nens de menys de 18 anys, en un 54,3% hi vivien parelles casades, en un 13,7% dones solteres, i en un 24,5% no eren unitats familiars. En el 15,6% dels habitatges hi vivien persones soles el 4,4% de les quals corresponia a persones de 65 anys o més que vivien soles. El nombre mitjà de persones vivint en cada habitatge era de 3,05 i el nombre mitjà de persones que vivien en cada família era de 3,39.
Per edats la població es repartia de la següent manera: un 30,8% tenia menys de 18 anys, un 8,5% entre 18 i 24, un 32,5% entre 25 i 44, un 20,7% de 45 a 64 i un 7,5% 65 anys o més.
L'edat mediana era de 32,0 anys. Per cada 100 dones hi havia 102,07 homes. Per cada 100 dones de 18 o més anys hi havia 99,96 homes.
La renda mediana per habitatge era de 41.346 $ i la renda mediana per família de 43.103 $. Els homes tenien una renda mediana de 30.804 $ mentre que les dones 24.059 $. La renda per capita de la població era de 15.171 $. Aproximadament el 6,8% de les famílies i el 10,5% de la població estaven per davall del llindar de pobresa.

## Poblacions més properes
El següent diagrama mostra les poblacions més properes.